# Castlevania: Harmony of Dissonance
Castlevania: Harmony of Dissonance, в Японии известна как — Castlevania: Byakuya no Concerto (яп. キャッスルヴァニア 白夜の協奏曲 Kyassuruvania Byakuya no Koncheruto, официальный перевод — Castlevania: Concerto of Midnight Sun), игра в жанре action-adventure выпущенная фирмой Konami для портативной консоли Game Boy Advance в 2002 году.
Действие игры происходит во вселенной серии Castlevania; предпосылкой служит вечный конфликт между охотниками на вампиров из клана Бельмонтов и Графом Дракулой. Спустя пятьдесят лет после победы Саймона Бельмонта над Дракулой, его внук Жюст Бельмонт отправляется на поиски своего похищенного товарища, в логово легендарного вампира.
Игра была переиздана как часть Castlevania Advance Collection 23 сентября 2021 года для Nintendo Switch, PlayStation 4, Windows и Xbox One вместе с Castlevania: Circle of the Moon, Castlevania: Aria of Sorrow и Castlevania: Dracula X.

## Игровой процесс
Harmony of Dissonance является типичным представителем двухмерного сайд-скроллера с видом «сбоку», похожим на предыдущие игры серии Castlevania. Цель игры — провести Жюста Бельмонта через замок Дракулы и найти его друга, попутно расправляясь с многочисленными монстрами. Замок состоит из двух «слоев»: «А» и «В». Структурно, каждый из них имеет те же декорации, но типы монстров, предметы и других аспекты варьироваться между двумя версиями. Позже, игрок может использовать специальные комнаты с телепортерами, которые могут переместить Жюста в другие части замка. Обе версии замка взаимодействуют между собой: например, если разрушить стену в одном замке, это вызовет изменения в другом. Весь замок поделён на различные области, такие как Храм отступников и т.д. Найденные игроком реликвии и ключи, позволяют Жюсту проникнуть в ранее недоступные области. В игре есть механика под названием рывок (dash), которая позволяет Жюсту двигаться намного быстрее, а также уклоняться от ударов врага. Ещё одной уникальной особенностью игры стало коллекционирование мебели и предметов антиквариата, которые Жюст находит по ходу путешествия. Их можно разместить с специальной комнате, но это почти не влияет на концовку игры и не даёт какие-то особые бонусы .

## Отзывы прессы
| Сводный рейтинг    | Сводный рейтинг       |
| Агрегатор          | Оценка                |
| ------------------ | --------------------- |
| GameRankings       | 85,12 %               |
| Metacritic         | 87 из 100             |
| MobyRank           | 81 из 100             |
| Иноязычные издания |                       |
| Издание            | Оценка                |
| EGM                | 9,67 из 10            |
| Famitsu            | 31 из 40              |
| Game Informer      | 9,5 из 10             |
| GamePro            | [ 14 ]                |
| GameSpot           | 8,2 из 10             |
| GameSpy            | 87 из 100             |
| IGN                | 9,2 из 10             |
| Nintendo Power     | 4,2 из 5              |
| Play (UK)          | 5 из 5                |
| Награды            |                       |
| Издание            | Награда               |
| IGN                | Editors' Choice Award |

Harmony of Dissonance имеет 87 баллов из 100 на сайте Metacritic и рейтинг 84 % на портале GameRankings.
На момент издания, игра получила положительные отзывы от англоязычной прессы. Так, GameSpot описал Harmony of Dissonance, как «не просто красивую игру в серии Castlevania — это также одна из лучших игр для Game Boy Advance, которая пришлась очень ко двору». Сайт Gamespy заявил: «Несмотря на некоторые неровности, Harmony of Dissonance качественное приключение, лучшая попытка миниатюризации гениальной Symphony of the Night». Портал GamePro сетовал о потере оригинальности франшизы, отмечая, что игра почти слепо копирует концепцию Symphony of the Night, и подытожил: «это захватывающий экшен и прекрасная Castlevania сама по себе». Также, рецензенты хвалили игру за улучшенную графику, особенно прорисовку задних фонов, 3D-эффекты, а также многоуровневых боссов, назвав графику «визуально ошеломляющей» и «первоклассной». Российский профильный сайт CastleOfDracula, отметил в своей статье: «Да, на Harmony of Dissonance можно смело ставить клеймо „клон SotN“. Но всё-таки игра получилась пусть не шедевром, но весьма крепкой и добротной. Во всяком случае, она не ударила в грязь лицом, и в очередной раз доказала, что золотая формула Симфонии имеет право на жизнь».